# Пыжина
Пыжина  (Каилка) — река в России, протекает по Томской области. Устье реки находится в 2226 км по правому берегу реки Обь, в 20 км ниже села Нарым. Длина реки составляет 213 км, площадь водосборного бассейна 1050 км².

## Притоки
- 72 км: река Нигия
  - 3 км: река Левая Нигия
- 114 км: река без названия
- 141 км: река Унжа

## Данные водного реестра
По данным государственного водного реестра России относится к Верхнеобскому бассейновому округу, водохозяйственный участок реки — Обь от впадения реки Кеть до впадения реки Васюган, речной подбассейн реки — Кеть. Речной бассейн реки — (Верхняя) Обь до впадения Иртыша.